# Selçuk
Selçuk és una ciutat de Turquia, capital del districte de Selçuk a la província d'Izmir, situada a la desembocadura del Küçük Menderes i al peu del Bülbül Dağı (clàssic Koressos). La seva població era de 2.793 habitants el 1900 i de 4035 el 1935. El 2006 s'estimava en 23.000 habitants. Porta aquest nom després del 1914 i fins llavors es deia Aya Soluk.

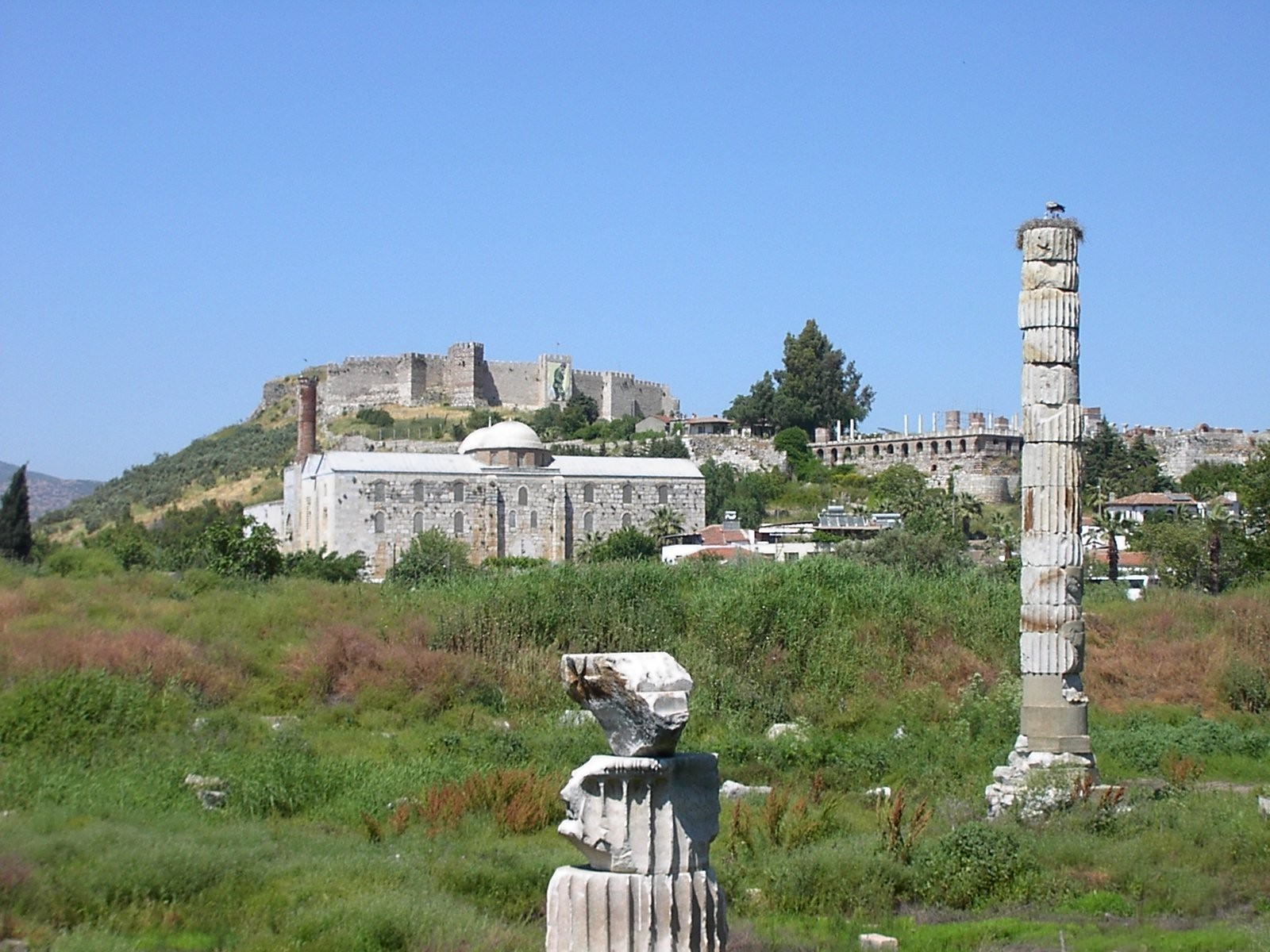
Temple d'Àrtemis a Efes, mesquita seljúcida d'Isa Bey, i castell otomà

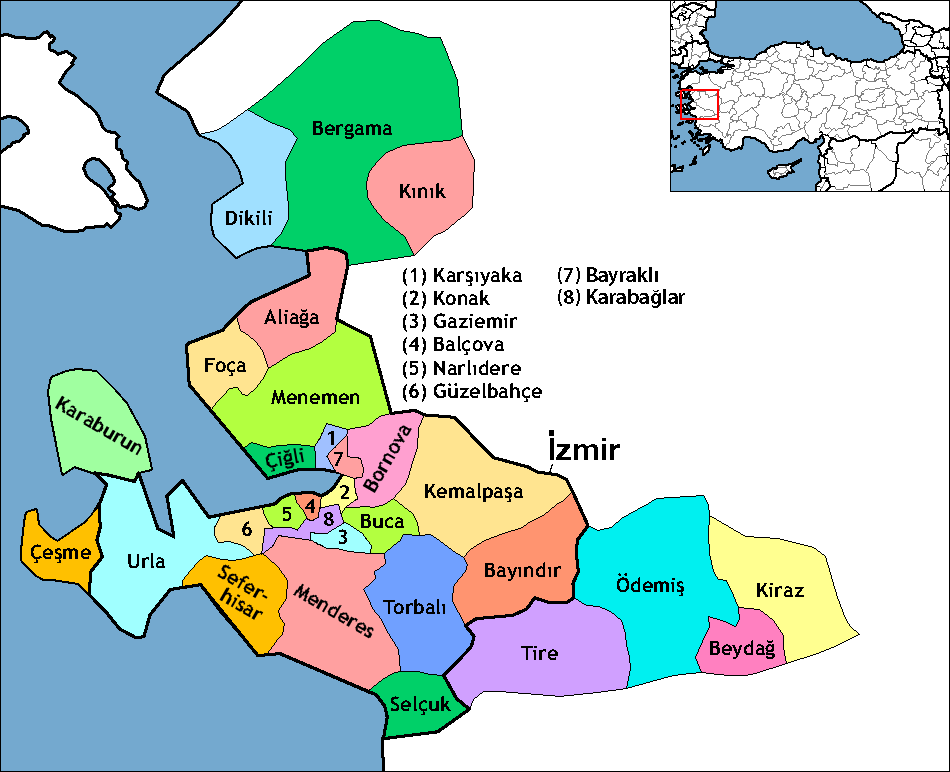
Situació del districte

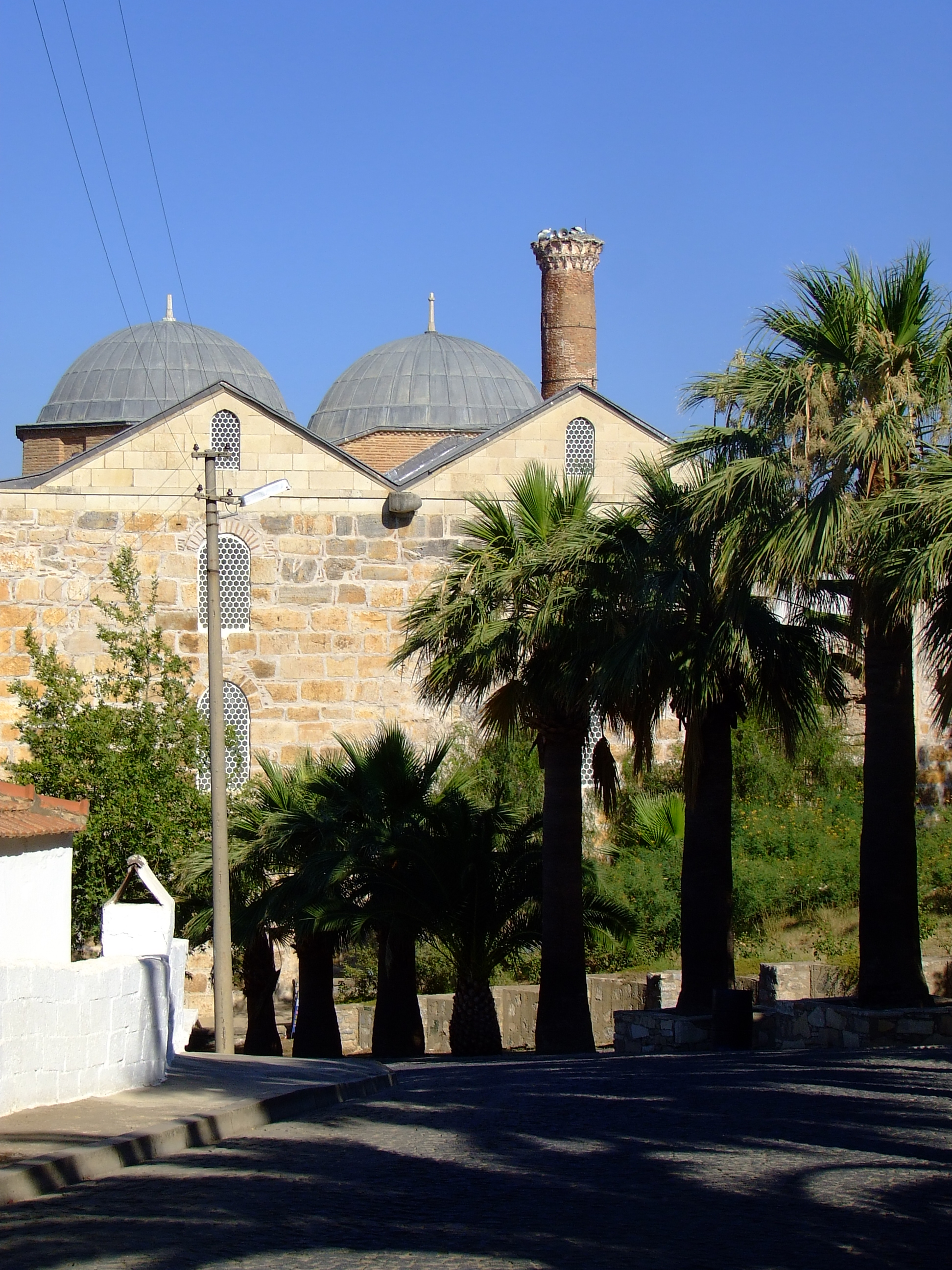
Mesquita Isa Bey al turó Ayasoluk

Està propera a l'antiga ciutat grega d'Efes, a l'anomenada Casa de la Verge Maria, i a diversos monuments seljúcides i, per tant, és un lloc molt visitat. La basílica local de Sant Joan Apòstol, suposadament seria el lloc d'enterrament del sant que va viure i morir a la ciutat. Es troba al peu del turó Ayasoluk que té construïts diversos edificis el principal dels quals és la mesquita d'estil seljúcida d'Isa Beg I (1375) i la gran fortalesa otomana; al peu del turó el Panayir Daghi (clàssica Pion) on es pot veure la cova on segons la tradició haurien dormit el "set dorments". Al Bülbül Dagh hi ha un petit edifici (Panaya Kapulu) on segons la tradició hauria viscut i mort la Verge Maria. La ciutat té aeroport a uns 3 km.

## Història
Efes fou atacada rarament pels àrabs; l'atac més important fou el del 798. Després del 1071 fou ocupada pels seljúcides però recuperada per croats i romans d'Orient el 1097. Vers el 1300 es va fundar el principat d'Aydın que va incloure Efes. Ayasuluk fou visitada per Ibn Battuta el 1333 que diu que tenia 15 portes i era un centre comercial amb consolats venecians i genovesos; es va entrevistar amb l'emir Khizir Beg. Sembla que havia substituït al port de l'antiga Efes que s'havia cobert pels al·luvions del Kaystros. Efes estava a 15 km al sud-est i havia sorgit allí el port de Kishadasi (italià medieval Scala Nova). El 1391 va passar a domini otomà amb tot l'emirat, però derrotats els otomans per Tamerlà el juliol del 1402 a Ankara, l'emirat d'Aydın fou restaurat; el 1425 va retornar als otomans i constituïda en kada del sandjak d'Aydın que després fou integrat al eyalat d'Anadolu, rebatejat més tard wilayat d'Aydın. No obstant la fortalesa d'Ayasuluk estava sota dependència directa del Kapudan Pasha (gran almirall cap de la marina) i agregada com a tal al sandjak de Sughla (Izmir). Els canvis geològics que es van produir a la desembocadura del Kaystros, van tornar a malmetre el port i van crear unes maresmes i la ciutat va declinar progressivament fins a esdevenir només un llogaret als segles xviii i xix.

## Agermanaments
- Siegburg, Alemanya